# Yehouda Ashlag
Pour les articles homonymes, voir Ashlag.
Yéhouda Leib Ha-Levi Ashlag (hébreu יהודה לייב הלוי אשלג), né à Varsovie le 14 septembre 1886 et mort à Jérusalem le 7 octobre 1954, également connu comme le Baal Hasoulam (בעל הסולם, « l'auteur de “l'Échelle” », son commentaire du Zohar), est un rabbin et kabbaliste, ayant fondé une école de diffusion de la Kabbale aux masses, poursuivie par ses disciples.

## Biographie

### Pologne
Yéhouda Leib Ha-Levi Ashlag est né le cinq du mois de Tishri en 1884 à Varsovie, Pologne, dans une famille d'érudits dépendant des cours hassidiques de Pruszków et de Belz.
Ashlag aurait commencé à étudier la Kabbale dès l'âge de sept ans, cachant des pages du livre Etz Haïm (l’Arbre de Vie) d'Isaac Louria, dans les feuillets talmudiques qu’il était supposé étudier. Dès son plus jeune âge, il fut en quête de vérité, marqué par un désir incessant d’étude et par sa façon de poser des questions non conventionnelles.
À l’âge de douze ans, il étudia seul le Talmud. A dix-neuf ans, sa grande connaissance de la Torah lui permit de recevoir le titre de rabbin à Varsovie. À cette époque, il fut juge au tribunal rabbinique de Varsovie et l’expérience acquise lui permit d’enseigner aux juges. Lors de son séjour à Varsovie, Ashlag apprit l’allemand et lut les textes originaux de Hegel, Marx et Nietzsche et de Schopenhauer
Ashlag aurait alors vécu une expérience hors du commun, rencontrant un marchand inconnu, qui était en fait un cabaliste, avec lequel Ashlag aurait étudié chaque nuit pendant trois mois « jusqu’à ce que mon arrogance nous sépare » et que le maître disparaisse. Quelques mois plus tard, Ashlag le rencontrait à nouveau et réussissait après force supplications à le convaincre de lui révéler un grand secret kabbalistique. Le lendemain, le maître mourait.
Ashlag a systématiquement réinterprété la Kabbale. Il est le seul kabbaliste du siècle dernier à avoir écrit des commentaires sur deux œuvres kabbalistiques majeures, le Etz Haïm et le Zohar. Ses disciples continuent à promouvoir la diffusion de la Kabbale.

### Israël
En 1921 à l’âge de 39 ans, Ashlag immigra en Palestine sous mandat britannique, et travailla comme ouvrier, jusqu’à ce que son identité de professeur émérite et juge de Varsovie fût révélée. Il fut nommé rabbin de Guivat Shaul, un quartier de Jérusalem, en 1924.
Ashlag entretint une amitié avec le kabbaliste et le grand-rabbin de la Palestine mandataire, le Rav Kook, qui très tôt reconnut en Ashlag le digne successeur d'Isaac Louria. Ashlag fonda de grands espoirs en désirant rencontrer les kabbalistes de Jérusalem, les continuateurs séfarades du grand cabaliste du XVIIIe siècle, Sar Shalom Sharabi (en). Cependant, il fut extrêmement déçu par ces rencontres. Leurs points de vue relatifs à la Kabbale étaient en contradiction avec la façon d’étudier d’Ashlag, pour qui l'étude devait être une méthode permettant d’atteindre le but spirituel.
En 1926, Ashlag partit pour Londres où il rédigea ses commentaires du Etz Haïm d'Isaac Louria, dans un livre intitulé Panim Meïrot ouMasbirot. Après un an et demi de travail, il fut publié en 1927; Ashlag retourna en Palestine en 1928.
En 1932, la famille Ashlag déménagea à Jaffa. En 1933, son livre Matan Torah (Le Don de la Torah) fut publié. Dans Matan Torah figurent les premiers articles dans lesquels Ashlag souhaite diffuser la Kabbale. Parmi ces articles, L'Essence de la Sagesse de la Cabale, La Liberté, et l’article lui-même. À cette époque, Ashlag commença son œuvre principale, le Talmud Esser Séfirot (Talmud des dix Séfirot), un commentaire de tous les écrits de l'Ariza"l, dans lequel il entreprit de développer une explication détaillée de la création et de tous les mondes supérieurs (Olam Elyonim), en commençant par la source d’émanation (Ma’atsil) et en finissant par notre monde (Olam Hazé). L’œuvre se répartit en six volumes et contient plus de deux mille pages. De nos jours, certains considèrent ce travail comme la base de tout l’enseignement de la Kabbale.
Dans les années 1930 Ashlag, âgé de cinquante ans, s'entoura d'étudiants pour étudier la Kabbale toutes les nuits, souvent peu après minuit jusqu’au petit matin. Il écrivit également de nombreux articles et lettres dans lesquelles il prôna la diffusion de la Kabbale. Ashlag fit de nombreux efforts pour faire publier le matériel kabbalistique pour diffuser cette sagesse à toute la nation d’Israël. Il publia un journal kabbalistique indépendant, « Ha Ouma » (La Nation) qui fut interdit après sa première parution dans lequel Ashlag présente une analyse en profondeur de la connaissance qu’il a acquise de la Kabbale et apporte un éclairage aux problèmes politiques et sociaux de l’égoïsme humain, en donnant les raisons de l’échec du communisme et proposant des solutions pour corriger la nature égoïste de l’homme par l’étude de la Kabbale.
Ashlag diffère fondamentalement des autres kabbalistes du passé, qui étudièrent et enseignèrent la Kabbale de façon cachée : en effet, il ressentit un grand besoin de révéler et de simplifier l’enseignement de la Kabbale. La raison à cela fut qu’il vit à son époque le "mauvais penchant" des gens (l’égoïsme humain) grandir et parvenir à un nouveau sommet, engendrant une nouvelle ère de souffrance, une vie dépourvue de sens et confuse.
Prévoyant le début de terribles souffrances et le besoin de l’humanité tout entière d’obtenir une réponse aux questions fondamentales relatives au sens de notre existence (Ashlag cite la date précise de 1995, date citée dans le Zohar, comme le début de l'ère où le peuple commencera à se poser ces questions), Ashlag développa sa méthode d'étude de la Kabbale pour parvenir à la révélation spirituelle par l’intermédiaire d’une recherche de soi et d’une auto transformation.
En 1943, Ashlag déménagea à Tel Aviv et commença son livre Ha Soulam (l’Echelle), des commentaires du Zohar. À cette époque il rédigeait dix-huit heures par jour mais comme il n’avait pas assez d'argent, il ne put acheter suffisamment de papier et d’encre pour écrire des explications plus précises. Plus tard, il déclara que s'il en avait eu la possibilité, il aurait écrit un commentaire complet du Zohar en deux cents volumes, chose qui ne fut pas possible par manque de moyens financiers.
Il termina son œuvre en 1953 et, plus tard, il y ajouta plusieurs volumes. Pour célébrer la fin de son œuvre, ses étudiants organisèrent une grande fête à Méron, où Ashlag fit un discours qui de nos jours est publié sous le nom « Maamar LéSioum HaZohar » (Article d’Achèvement du Zohar), également connu comme Discours en l’honneur de l’achèvement du Zohar.
Ashlag décéda le jour de Kippour en 1954.

## Les écrits
Ashlag écrivit et publia deux œuvres principales :
- le Talmud Esser Sefirot (Talmud des dix Séfirot) et un nouveau commentaire des œuvres du grand cabaliste du XVIe siècle Isaac Louria (le Ari). C’est une présentation détaillée du système des mondes supérieurs, Partzoufim et Séfirot, dans un langage kabbalistique théosophique développé par le Ariza"l. C’est un texte de base, unique, d’une précision extrême de l’organisation structurale et des processus se produisant dans les mondes supérieurs. C’est un texte détaillé, complété de commentaires avec une section dans chaque chapitre dédiée à approfondir la réflexion sur ces commentaires, définition des termes, tableaux de questions et réponses, une introduction clarifiant la bonne méthode pour étudier la kabbale ainsi qu’une préface résumant le texte entier, Pticha (Préface à la Sagesse de la Kabbale).
- Sa seconde œuvre est le Commentaire de l'Echelle du Zohar, qui lui valut le nom de Baal Hasoulam (litt. : le maître de l’échelle). Ce travail volumineux requit dix ans avant qu'il soit terminé, les commentaires furent écrits entre 1943 et 1953. Ils comprennent la traduction du Zohar de l’araméen en hébreu, ainsi qu’une ample interprétation.

Un carnet de notes a été publié par le fils et disciple de Yéhouda Ashlag, Baruch Ashlag. Ce carnet, dont le titre est Shamati (J’ai entendu), contient plus de deux cents articles qui ont été retranscrits d'après les leçons et discours de Yéhouda Ashlag. Baruch Ashlag garda ce carnet secrètement jusqu’à sa mort en 1991 et le remit à son disciple Michaël Laitman. Il fut publié plus tard en hébreu et traduit dans différentes langues. Les articles de Shamati forment un travail kabbalistique unique dans leur profonde émotivité ressentie lors du parcours intérieur que traverse un kabbaliste lors de son cheminement spirituel.

## Enseignements
Les commentaires d’Ashlag offrent une interprétation systématique de l’héritage du Ariza"l. Ce fut la première fois depuis les interprétations de l’enseignement du Ariza"l par le Baal Shem Tov, le Ramhal, le Gaon de Vilna et le Sar Shalom Sharabi datant du XVIIIe siècle. Le système d’Ashlag insiste sur la transformation de la conscience humaine du désir du recevoir en désir de donner. Cette voie de transformation est décrite dans la Kabbale lourianique.
Ashlag exposa que le but de l’étude de la Kabbale équivaut au but de la création de l’homme et grâce à l’étude, une personne est capable de découvrir le processus entier et les structures mises en place lors de la création de l’univers. Selon Ashlag, le but de la Kabbale est de parvenir à « l’équivalence de forme » ou l’adhésion » avec la source de la création.
« L’équivalence de forme » avec cette source signifie posséder les mêmes attributs ou qualités et Ashlag définit les propriétés de cette source comme altruiste, appelée désir de donner ou selon des mots d’Ashlag le « désir de donner sans réserve » (Ratson Léhachpia). Ashlag affirme que les attributs et les qualités humaines sont totalement opposés (i.e. égoïstes) aux qualités de cette source (i.e. altruiste) et que le but de l’humanité est de changer ses qualités afin de parvenir à l’état final d'« équivalence de forme avec le Créateur ».
En étudiant assidument la Kabbale, le désir d’une personne de donner à autrui se développe en vue du but. Ashlag pensait que la venue du Messie signifiait que l’humanité parviendrait à cette qualité, ce qui lui permettrait de renoncer à son amour propre et de se dévouer à l’amour du prochain pour le bien de l’humanité comme il est écrit dans le commandement « tu aimeras ton prochain comme toi-même ». Les opinions politiques d’Ashlag étaient très marquées, il croyait dans le communisme basé sur la foi. Il était anti-capitaliste et anti-impérialiste, mais il était contre le communisme imposé de force. Ashlag tenta de convaincre Ben Gourion d’opter pour le socialisme en Israël. Dans Les Écrits de la dernière génération il donne ses plans pour construire la société future. Ashlag se voyait lui-même comme ayant un rôle quasi-messianique en apportant la Kabbale à l’humanité.

## Les Continuateurs
Après sa mort, ses disciples se sont divisés en divers groupes. Ses principaux disciples furent ses fils, Baruch Shalom, Salomon Benjamin et le rabbin Yéhouda Brandwein. Baruch Ashlag, connu sous le nom de Rabash est considéré par beaucoup comme le véritable successeur de son père.
Rav Brandwein (mort en 1969) eut des étudiants très actifs dans la diffusion de la Kabbale ashlaguienne, le sionisme religieux et la médecine alternative, dans une démarche moins orthodoxe. Le gendre de Brandwein, le rabbin Mordechaï Sheinberger, fonda une communauté en Israël appelée Ohr HaGanouz (la Lumière Cachée) qui combine les idéaux communautaires d’Ashlag tout en diffusant la Kabbale.
Benjamin Shlomo fonde Yeshivat Moharal à Bnei Brak continuée par ses fils Simcha Avraham Ashlag et Yehezkel Yosef Ashlag, puis dans la yeshiva Ateret Shlomo.
Avraham Mordechaï Gottlieb, a créé l'Institut Birkat Shalom, orthodoxes, avec une majorité de Baalei Techouva, qu'ils ramènent à la religion.
Adam Sinai, anti-raciste, anti-imperialiste et anti violence est engagé dans Shalom Ahshav. Il enseigne via son organisation HaSoulam, à des juifs orthodoxes.

## Musique
Yéhouda Ashlag écrivit également des cantiques et composa des mélodies comme expression de sa perception spirituelle. Sa musique provient directement des mondes spirituels et représente un lien profond avec les élévations et les périodes de chutes spirituelles qu’un cabaliste vit dans les mondes supérieurs. La plupart de ses mélodies proviennent de textes cabalistiques, tels Bnei Heichala (paroles du Ari), Ki Hilatsta Nafshi, Tsadik ke Tamar Ifrach, Leagid Ba Boker Hasdecha et Kel Mistater (psaumes du roi David), Hasal Seder Pesach.
Ashlag voulait que ses disciples chantent des mélodies cabalistiques plutôt que des mélodies populaires. Il prit également certaines mélodies de son professeur, le Rav Admor de Pruszków, et composa des mélodies pour les enseigner à ses élèves.
Ashlag désira recréer l’impression et l’inspiration ressentie lors des grandes ascensions spirituelles plutôt que de chanter les chants des Yeshivot des années 1920. À cette fin, Ashlag fit de grands efforts pour composer des nouvelles mélodies, dont Hamol Al Maasecha, Hinei Ke Homer, Be Yad a Yocher, chantées le jour de Kippour.

## Les fils d’Ashlag
- Baruch Ashlag (1906 – 1991)
- Salomon Benjamin Ashlag

### Livres
- Shamati (J’ai entendu)
- Talmud Esser Sefirot (Talmud des dix Sefirot)
- Le Soulam (l’Echelle), commentaires du Zohar.

### Articles
- Introduction au Talmud Esser Sefirot
- L’essence de la sagesse de la Cabale
- La Liberté
- La Sagesse de la Cabale et la Philosophie
- De l’essence de la religion et son but
- La Paix
- La Paix dans le Monde
- Le Temps d’Agir
- Parler à mots couverts
- Le discours en l’honneur de l’achèvement du Zohar.
- Introduction au Zohar
- Préface au Zohar avec les commentaires du Rav Michaël Laitman
- Préface à la sagesse de la Cabale avec les commentaires du Rav Michaël Laitman
- Articles de Shamati avec les commentaires du Rav Michaël Laitman

## Les continuateurs contemporains d’Ashlag
- Institut de Recherche et d’Enseignement de la Cabale Bnei Baruch
- Blog basé sur les écrits du Baal Soulam
- Ashlag Research Institut
- Groupe d’Etudiants de Cabale
- Rabbin Abraham Mordechaï Gotlieb : Le Centre de Cabale Tel Stone
- Rabbin Abraham Brandwein La Cabale dans la vieille ville de Jérusalem
- Ecole Lituanienne de Cabale influencée fortement par Yéhouda Ashlag